# Grön kejsarduva
Grön kejsarduva (Ducula aenea) är en vida spridd asiatisk fågel i familjen duvor. Arten minskar i antal men beståndet anses vara livskraftigt.

## Utseende
Grön kejsarduva är en stor (44–47 cm) duva. Den är metalliskt grön på ovansida och stjärt, medan den är grå på huvud och undersida. Undre stjärttäckarna är rödbruna. Nikobarkejsarduvan, av vissa behandlad som underart, är mörkare blå- eller lilaaktig ovan, med bruna eller grå undre stjärttäckare.
Engganokejsarduvan, tidigare behandlad som underart, är turkos- eller blåglansig ovan, grön på undergumpen och lilaskär på bröstet.

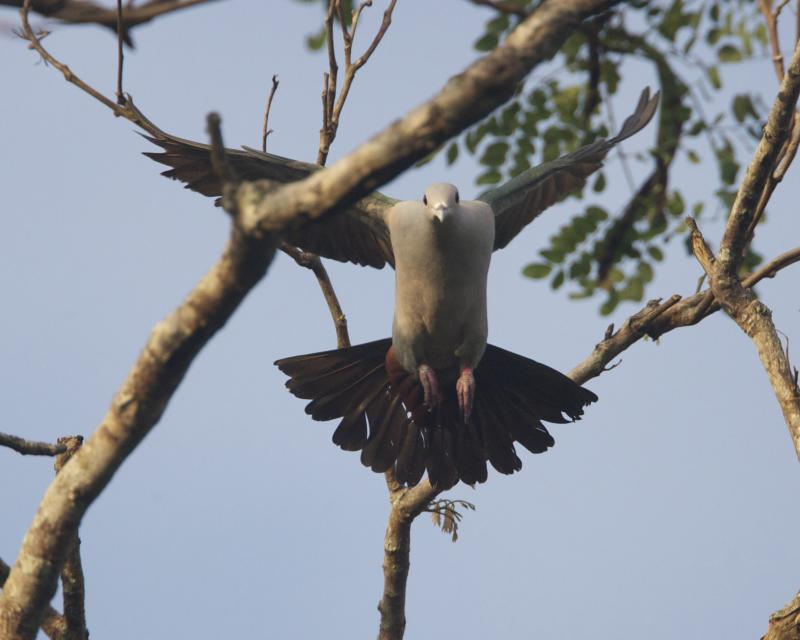
D. a. pusilla, Sri Lanka
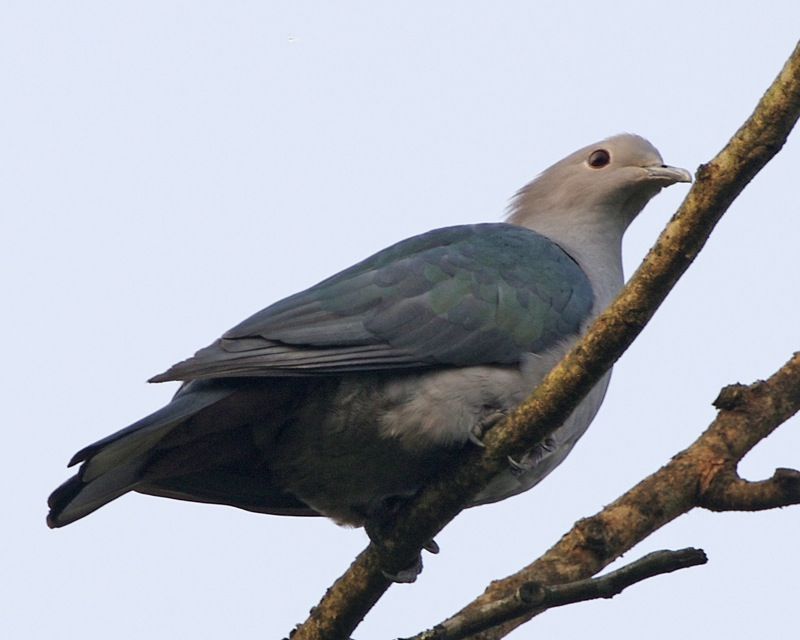
Grön kejsarduva i Assam i Indien

## Utbredning och systematik
Grön kejsarduva delas in i tolv underarter fördelade i tre grupper, med följande utbredning:
- aenea-gruppen
  - Ducula aenea sylvatica – norra Indien till Nepal, Thailand, Indokina och Andamanerna
  - Ducula aenea pusilla – södra Indien och Sri Lanka
  - Ducula aenea mista – ön Simeulue (utanför nordvästra Sumatra)
  - Ducula aenea babiensis – öarna Babi och Lasia (utanför Simeulues sydöstra kust)
  - Ducula aenea consobrina – Nias (utanför västra Sumatra)
  - Ducula aenea vicinus – Batuöarna och Mentawaiöarna (utanför västra Sumatra)
  - Ducula aenea aenea – Malackahalvön, Sumatra och Borneo till Bali och Filippinerna
  - Ducula aenea palawanensis – Palawan, närliggande södra Filippinerna och Banggi
  - Ducula aenea fugaensis – norra Filippinerna (Calayan, Camiguin Norte och Fuga)
- Ducula aenea nuchalis – norra Luzon (norra Filippinerna)
- Ducula aenea paulina – Sulawesi, Sangihe, Talaudöarna, Togianöarna, Sulaöarna och intilliggande öar

Tidigare inkluderades engganokejsarduva (D. oenothorax) i arten, men urskildes 2014 som egen art av BirdLife International, 2022 av tongivande eBird/Clements och 2023 av International Ornithological Congress. Även nikobarkejsarduva har inkluderats i grön kejsarduva. 

## Status och hot
Internationella naturvårdsunionen IUCN kategoriserar grön kejsarduva som livskraftig, dock minskande i antal.